# Шевријер (Изер)
Шевријер (фр. Chevrières) насеље је и општина у источној Француској у региону Рона-Алпи, у департману Изер која припада префектури Гренобл.
По подацима из 2011. године у општини је живело 699 становника, а густина насељености је износила 42,06 становника/km². Општина се простире на површини од 16,62 km². Налази се на средњој надморској висини од 402 метара (максималној 661 m, а минималној 310 m).

## Демографија
| 1962. | 1968. | 1975. | 1982. | 1990. | 1999. | 2011. |
| ----- | ----- | ----- | ----- | ----- | ----- | ----- |
| 406   | 447   | 417   | 456   | 503   | 558   | 699   |

График промене броја становника у току последњих година